# HMS Barham (1915)
HMS Barham (04) was een Brits slagschip van de Queen Elizabeth-klasse met een waterverplaatsing van 31.100 ton. Zij was een van de grootste Britse schepen die tot zinken werden gebracht. De bouw van HMS Barham was in oktober 1915 voltooid. Ze werd gebouwd bij de scheepswerf van John Brown & Company, Clydebank, Schotland in opdracht van de Britse Admiraliteit. Ze moest in de Middellandse Zee patrouilleren vanuit Alexandrië, Egypte. Haar bemanning bestond uit 1.311 officieren en manschappen.

## Beschrijving
HMS Barham was een van de vijf snelle slagschepen van de Queen Elizabeth-klasse. Ze werd in augustus 1915 gebouwd in opdracht van de Admiraliteit. Ze had een waterverplaatsing van 29.150 ton en was bedoeld als vervanging van de verouderde slagkruisers. HMS Barham werd op 19 oktober 1915 in dienst gesteld. Tijdens de Slag bij Jutland werd ze getroffen door zes granaten. Na de modernisering van 1927 tot 1928, werd ze bij de reservevloot in de Middellandse Zee ingedeeld, waar ze deel van uitmaakte tot de Tweede Wereldoorlog uitbrak in 1939. Toen werd ze opnieuw bij de Home Fleet gedetacheerd. Van 1930 en 1933 werd ze gemoderniseerd en voorzien van nieuwe machines en uitgerust met een dubbele schroefas.

## Tweede Wereldoorlog
Tijdens de Tweede Wereldoorlog werd HMS Barham door pech achtervolgd. Op 12 december 1939, kwam ze in aanvaring met de torpedobootjager, HMS Duchess, die als gevolg hiervan zonk.
Twee weken later, op 28 december 1939, werd HMS Barham, onder bevel van kapitein-ter-zee H. T. C. Walker, RN, om 15:45 op 66 zeemijl ten westen van Butt of Lewis, Hebriden, in positie 58° 47′ 0″ NB, 8° 5′ 0″ WL aan bakboordzijde door een torpedo van U 30, van Fritz-Julius Lemp, getroffen en ernstig beschadigd. Vier bemanningsleden kwamen om het leven. Het slagschip, met als commandant kapitein-ter-zee E.J. Spooner, DSO, RN, keerde samen met HMS Repulse terug van haar patrouille en werd hierbij geëscorteerd door HMS Isis (D 87) (Cdr. J.C. Clouston, RN) en HMS Nubian (F 36) (Cdr. R.W. Ravenhill, RN). Zij kon op eigen kracht naar Liverpool terugkeren, maar was wel voor zes maanden uitgeschakeld. Het slagschip werd in Birkenhead gerepareerd bij de werf van Cammell Laird. HMS Barham kwam op 30 juni 1940 weer in de vaart.
Het slagschip opereerde vervolgens samen met de Middellandse Zee Vloot (Force A) vanuit Alexandrië en had tot taak de geallieerde schepen die vanuit Malta en Alexandrië opereerden te beschermen en de Italiaanse konvooien die op weg waren naar Libië aan te vallen. Toen ze in september 1940 het Franse slagschip Richelieu probeerde uit te schakelen in de slag om Dakar, liep ze averij op. Ze werd opnieuw aangevallen en beschadigd door vliegtuigen van de Luftwaffe in mei 1941, tijdens de Duitse invasie van Kreta. Daarna kwam ze in actie in Libië, waar haar 15 inchkanonnen vuurden op stellingen van de troepen van Rommel die zich in Bardia had verschanst.

### DeU 331
Op 17 november 1941 zette de onderzeeboot U 331 Duitse commando's in Libië af. Zij hadden tot taak een Britse militaire trein of spoorweg op te blazen. Vervolgens patrouilleerde de U 331 op de ochtend van 25 november in de buurt van de Britse basis van Alexandrië in Egypte. De hydrofoon van de U 331 hoorde het geluid van zware schroeven en de commandant besloot de achtervolging in te zetten. Weldra kwam de U 331 op periscoopdiepte en zag ze drie Britse slagschepen in kiellinie varen. Ze werden geëscorteerd door acht torpedobootjagers. De slagschepen waren HMS Queen Elizabeth, HMS Barham en HMS Valiant.
De commandant, Oberleutnant Freiherr Hans-Dietricht von Tiesenhausen kon het eskader duidelijk zien. Hij besloot onder water te blijven en manoeuvreerde zich tussen twee torpedobootjagers. Hij draaide zijn U-boot naar het eerste slagschip dat in kiellinie voer, HMS Queen Elizabeth. Dit schip voer te snel en Tiesenhausen zag zich genoodzaakt te richten op het tweede slagschip in de kiellinie, HMS Barham. Er was een afstand van slechts 410 meter tussen de kiellinie slagschepen en de U 331. Het Britse slagschip vulde volledig zijn periscooplens. Hij kon niet bepalen welk schip het was, hij zag alleen dat het een Britse slagschip was en hij wist dat hij zijn kans moest grijpen. Hij berekende snel koers, afstand en de mogelijke inslaghoek van zijn torpedo's en lanceerde alle vier torpedo's tegelijk. Onmiddellijk daarna kwam de U 331 echter aan de oppervlakte. Dit werd veroorzaakt door het lanceren van de torpedo's, die een gezamenlijke massa hadden van zo'n 4 ton. Het derde slagschip in de kiellinie, HMS Valiant voer slechts op 150 meter afstand van de U-boot. De Duitse onderzeeboot werd onmiddellijk opgemerkt en HMS Valiant zette direct een ramkoers in.
Aan boord van de U 331 beval Tiesenhausen een noodduik en liet onmiddellijk de periscoop zakken. De roerganger van de U-boot haastte zich om te duiken en de mannen aan de duikventielen lieten onmiddellijk de ballasttanks vollopen. De motoren liepen op volle kracht vooruit. De U 331 kon uiteindelijk HMS Valiant op het laatste moment ontwijken en gleed snel onder de golven. Het slagschip voer op het nippertje boven de Duitse onderzeeër.

### Ondergang HMS Barham

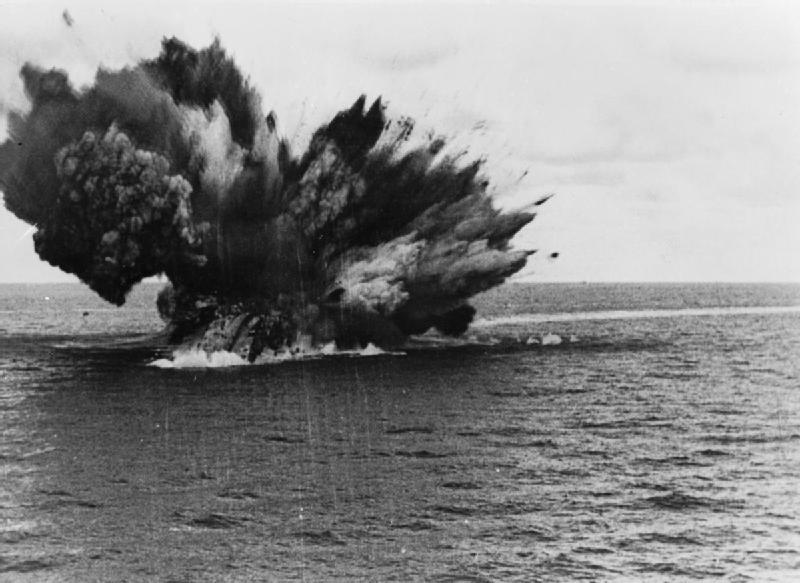
Explosie van HMS Barham

Op 25 november 1941 om 16:29 werd het slagschip HMS Barham met kapitein-ter-zee G.C. Cooke, RN, als bevelhebber, ten noorden van Sidi Barrani aan bakboordzijde getroffen door drie torpedo's van de U 331. Het schip kapseisde naar bakboordzijde, haar munitiemagazijnen explodeerden en even later zonk het schip naar de zeebodem in positie 32° 34′ 0″ NB, 26° 24′ 0″ OL. Bij die ramp sneuvelden 862 manschappen; 449 overlevenden van de 1.311-koppige bemanning werden gered. Een cameraman van Pathé aan boord van de HMS Valiant filmde het zinken.

### Bijna fatale noodduik
Tiesenhausen besloot naar periscoopdiepte te gaan om het resultaat van zijn actie te bekijken, maar de snelle noodduik van de U 331 was nog niet voltooid. De dieptepeiling vertraagde op onverklaarbare wijze en stopte bij 250 voet (80 meter). Maar de bemanning voelde dat de boot nog steeds daalde en dit was een gevaarlijke situatie want de veilige duikdiepte van de Type VIIC-onderzeeërs was 330 voet (100 meter). De U 331 bevond zich uiteindelijk op een ongekende diepte van méér dan 820 voet (250 meter). De maximale diepte van de Type VII, was zo'n 650 voet (200 meter) en volgens de berekeningen van de ontwerpers had de boot nu onder de waterdruk moeten bezwijken De bemanning stelde in een laatste wanhoopsdaad de voorste duikroeren naar boven en blies alle ballasttanks leeg zodat de U 331 een veiliger diepte kon bereiken. Tot hun opluchting had de boot het gehouden en Tiesenhausen zou jaren later verklaren:
"Op zulke momenten kun je niet spreken. Je bent blij geluk gehad te hebben en nog steeds springlevend te zijn!"
Tiesenhausen wachtte met spanning op nieuws over de ramp, als die door de Britse Admiraliteit zou worden bekendgemaakt. Maar hij wist niet welk oorlogsschip hij had aangevallen. Hij had aan admiraal Dönitz gemeld dat hij een slagschip tot zinken had gebracht. Het Britse nieuws over de ramp was aanvankelijk ingetogen van aard. Bovendien ontbrak vooralsnog bewijs dat een slagschip tot zinken was gebracht. Daardoor beperkte Dönitz zijn loftuitingen door alleen maar te verklaren dat de aanval "zeer bevredigend" was verlopen. Toen de Britse Admiraliteit eind januari 1942 het verlies van de HMS Barham bevestigde, werd Tiesenhausen onderscheiden met het Ridderkruis.